# Баскський конфлікт
Баскський конфлікт — збройний та політичний конфлікт в Іспанії між державою та баскськими сепаратистами, які прагнули здобути незалежність басків від Іспанії та Франції. Рух побудовано навколо сепаратистської організації ETA, яка з 1959 року розпочала компанію нападів проти іспанської адміністрації. У відповідь, вона була визнана терористичною організацією, а її діяльність заборонена іспанською, англійською, французькою й американською владою. Конфлікт відбувався на етнічних територіях басків, що є частиною Іспанії та меншою мірою на території Франції, де зазвичай був притулок для членів ЕТА. Він був найбільш тривалим насильницьким конфліктом в історії сучасної Західної Європи. Його іноді називають «найдовшою війною в Європі».
Хоча дискусія з питання про незалежність країни Басків почалась в ХІХ столітті, збройний конфлікт не починався допоки не було створено організацію ЕТА. З того часу, конфлікт призвів до загибелі понад 1000 осіб, більшість з яких співробітники поліції і служб безпеки, військовослужбовці збройних сил, іспанські політики, журналісти та інші. Також були тисячі поранених, десятки викрадених і велика кількість були у вигнанні, що повинні були рятуватися втечею від насильства або уникнути захоплення іспанською чи французькою поліцією, або ж навіть Європолу та Інтерполу.

20 жовтня 2011 року ЕТА заявила про «остаточне припинення своєї збройної діяльності». Іспанський прем'єр Хосе Луїс Родрігес Сапатеро описав цей крок як «перемога демократії».

## Визначення конфлікту
Баскський конфлікт, використовується для визначення широкого політичного конфлікту між частиною Баскського суспільства, а пізніше Конституційною моделлю іспанської децентралізованої держави, щоб описати виключно збройне протистояння між ETA та іспанською державою, або описує собою суміш обох точок зору. Франція не була втягнута в конфлікт з ЕТА і лише поступово починає співпрацювати з іспанським правоохоронними органами в 1987 році. На відміну від Північної Ірландії, іспанські збройні сили не були залучені у конфлікт, хоча вони були одними з головних цілей ЕТА за межами країни Басків.